# Samuel Joseph
Samuel Joseph RSA (1791 - 1er juillet 1850) est un sculpteur britannique.

## Biographie

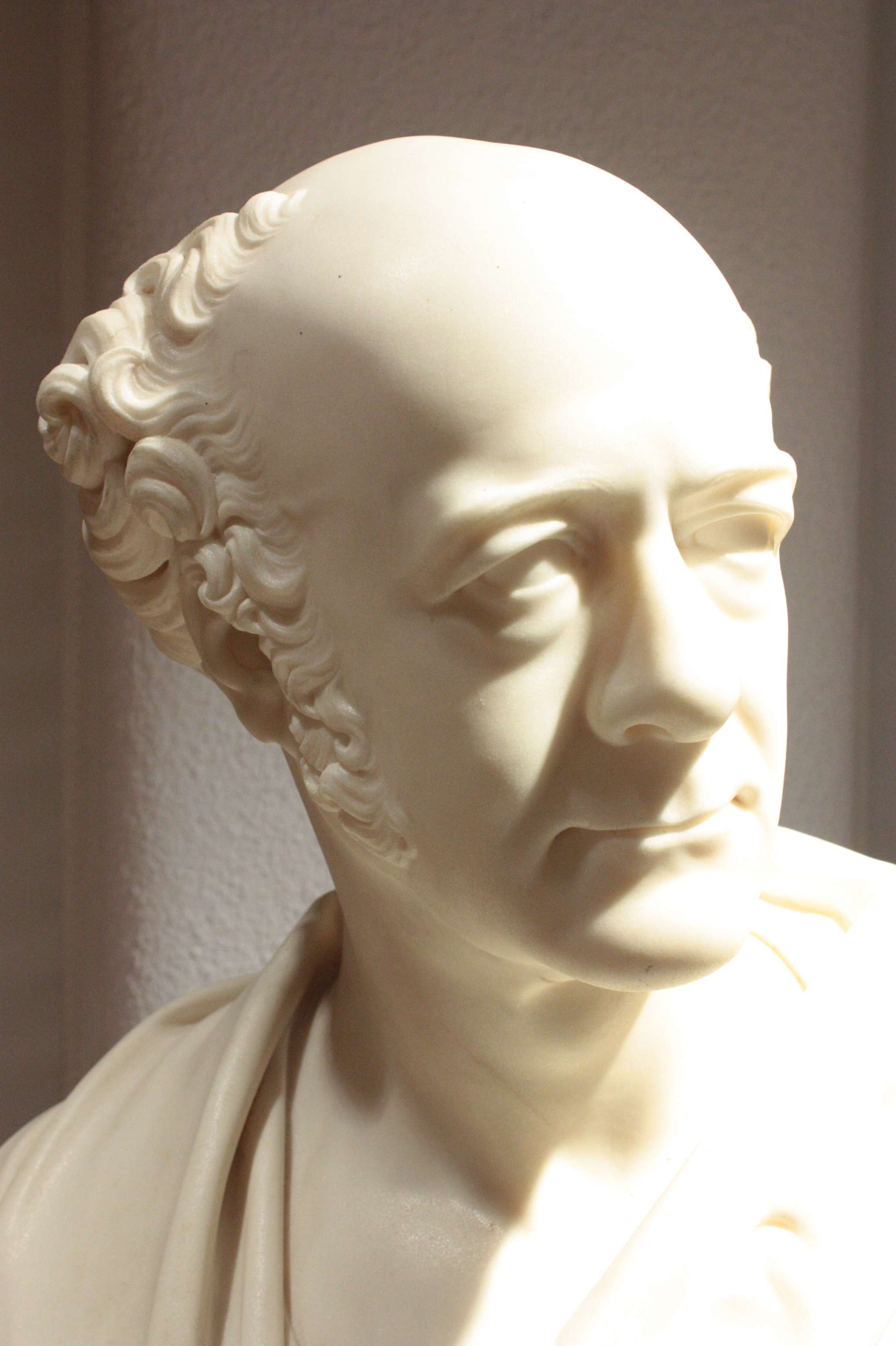
William Trotter de Ballandean par Samuel Joseph

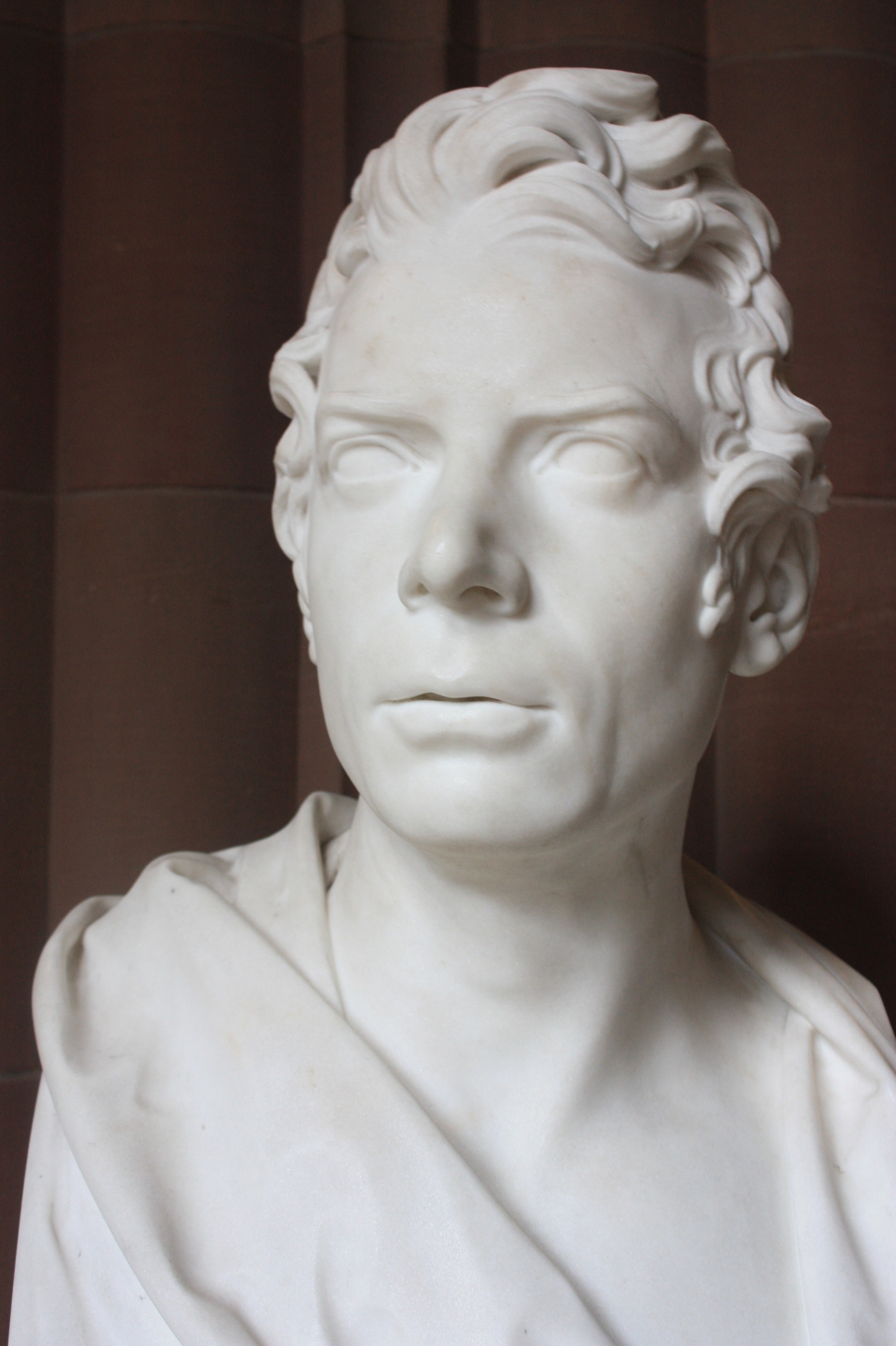
Sir David Wilkie par Samuel Joseph, 1842.

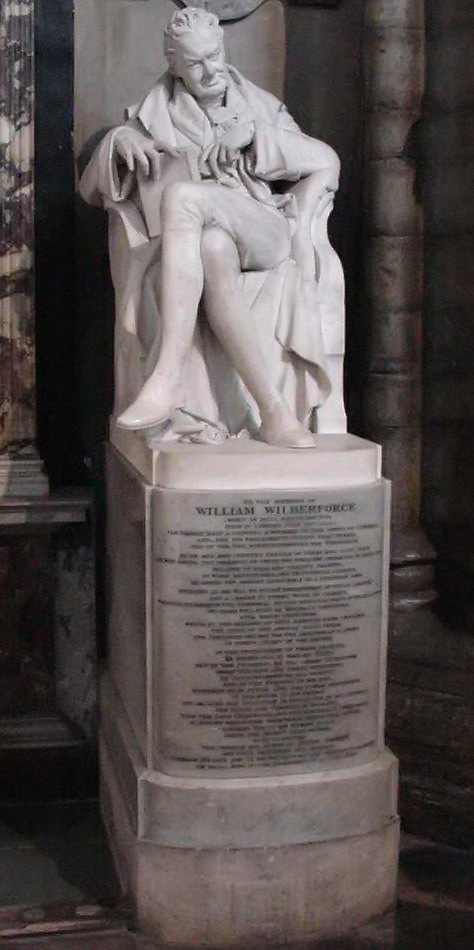
Statue de William Wilberforce par Samuel Joseph, dans l'abbaye de Westminster.

On sait très peu de choses sur les débuts de Joseph.
Il est l'élève de Peter Rouw et fréquente les Royal Academy Schools en 1811, y obtenant la médaille d'argent en 1811 et 1812. En 1815, il remporte la médaille d'or pour "Eve Supplicating Forgiveness". En 1823, il se rend à Édimbourg, devenant membre fondateur de la Royal Scottish Academy en 1826. Pendant ce temps, il est professeur d'Alexander Handyside Ritchie (en) et de Peter Slater (en)..
Il quitte Édimbourg en 1829 pour créer un atelier plus grand et plus prestigieux à Londres.
Son œuvre la plus célèbre et la plus remarquée est la statue de William Wilberforce à l'abbaye de Westminster, créée en 1838. Une copie en plâtre de celui-ci existe également au St John's College de Cambridge. Il expose à la Royal Academy de 1811 à 1846 et à la Royal Scottish Academy de 1827 à 1835. Il est déclaré en faillite en 1848 et contraint de vendre la plupart de ses biens.
Il meurt à Londres le 1er juillet 1850, laissant sept enfants. La Royal Academy accorde une pension à sa veuve, jusqu'à sa mort, 13 ans plus tard. Un portrait en cire de Samuel Joseph par T. Smith est exposé en 1828 à la Royal Academy.